# Семёновка (Темниковский район)
Семёновка — поселок в составе  Старогородского сельского поселения Темниковского района Республики Мордовия.

## География
Находится на расстоянии примерно 6 километров на запад от районного центра города Темников.

## История
Основан в 1927 году. В 1831 году был учтен как поселок Лесно-Ардашевского сельсовета из 7 дворов.

## Население
Постоянное население составляло 8 человек (мордва 87%) в 2002 году, 13 в 2010 году .